# Papaipema sulphurata
Papaipema cataphracta là một loài bướm đêm thuộc họ Noctuidae. Ấu trùng đục thân cây Decodon verticillatus và Loài này có ở một số khu vực đông Hoa Kỳ nơi có trồng cây này. Loài bướm này có thân chắc khỏe với thân có lông xám. Sải cánh từ 32–38 mm.